# 刈和野奪回戦
刈和野奪回戦（かりわのだっかいせん）は、戊辰戦争のひとつ秋田戦争で、庄内藩軍が一度奪取された仙北郡刈和野をもう一度奪回しようとした戦闘である。秋田戦争のうちで最後の戦闘となった。

## 経緯
明治元年9月14日（1868年10月30日）、庄内軍の一番大隊と二番大隊は帰国して自領防衛戦に徹することになった。しかし、庄内武士の誇りのために一番大隊・二番大隊の勇猛さを示そうと、酒井了恒（吉之丞）の主張により最後の一戦をすることになった。
9月15日、一番隊は刈和野を出発して上淀川に行き、亀ヶ崎隊と協力して敵を打ち払う予定にしていた。峰吉川を過ぎて峰の山峠に差し掛かった頃、荒川方面に新政府軍がいるという情報が入った。そこで荒川に向かったが、敵はいなかった。
午後2時頃、刈和野付近で一関軍と新政府軍との間で銃撃戦が始まる。油断しきっていた一関軍は敗走をはじめ、庄内軍に援軍を要請した。
新政府軍は久保田藩、新庄藩、島原藩を後方に置いて、薩摩藩、福岡藩、平戸藩、大村藩の九州連合軍1,000名の精鋭で進撃を開始した。そこに、庄内軍二番大隊が刈和野二度目の奪回戦を展開することになった。
酒井吉之丞は病床にあったので、副将の竹内茂祐（右膳）が指揮を執った。新政府軍は前回のように胸壁陣地を築く暇がなく、遮蔽物がない中で戦闘を行った。敗走してきた一関軍に弾丸を与えて踏みとどまらせ、夕方まで戦いぬいた。
100メートルの距離で、新政府軍と庄内軍が銃撃戦を展開した。
9月16日、庄内軍は川を越えて対岸より刈和野の敵を横撃させる、大胆な迂回作戦を考える。両軍の間に激しい銃撃戦が続いて膠着状態になっていた時に、病床の酒井吉之丞が駕籠に乗って指揮して味方を叱咤激励した。すると庄内軍は勢いを取り戻し、午前11時頃に新政府軍は押され始めた。ついに、神宮寺から駆けつけた一番大隊の竹内大作隊が背後から攻撃を始めたことをきっかけとして、午後2時頃に新政府軍は角館方面へ敗走し始めた。これを機に仙台藩軍も攻撃を開始した。
新政府軍は、薩摩軍が戦死者3名・負傷者5名、福岡軍が戦死者4名・負傷者4名、大村軍は戦死者7名・負傷者32名、平戸軍は戦死者14名の被害を出した。
この戦闘の後、山本登雲助（山口藩士。奥羽鎮撫隊監軍すなわち前線指揮官であるが、見当違いの采配が多くこの頃には発言力を失っていた）は、「庄内兵の勢いが以前にも増して強く抗し難い、久保田城は風前の灯であろう」と弱音を吐いた。しかし前山清一郎（佐賀藩参謀。山本に代わる実質的な指揮官）は、「越後口の新政府軍が進軍してきているため庄内兵は撤退しようとしている。勢いが増したのは撤退時に追撃されるのを恐れてのことだ」と看破して、追撃を命じた。

## 撤退戦
一番大隊も、新政府軍の追撃を食い止め引き上げを容易にするために撤退戦を行っていた。午前10時頃、新政府軍が襲来して銃撃戦が始まった。新政府軍の兵力が増加しつつあったので、午後2時頃からひそかに撤退を開始した。一番大隊は9月17日午前3時に、二番大隊は午前2時に刈和野を出発して帰国の途についた。神宮寺で昼食を取り、一番大隊と合流し、雄物川を渡り、午後には大曲に着いた。ここで仙台藩と山形藩と別れ、午後3時頃には大曲を出発して、夜中に横手に着いた。
新庄方面が新政府軍の制圧下にあるという情報が入ったため、18日西へ迂回して、22日に酒田に到着し、二番大隊も21日に酒田に帰った。三番大隊と四番大隊は国境の警備を行った。

## 鶴岡開城
9月29日に鶴ヶ岡城は開城して、西郷吉之助、黒田了介、船越洋之助が大軍を率いて入場した。庄内藩主の酒井忠篤は城を出て禅龍寺で謹慎した。黒田らは忠篤を隣国で謹慎させることを主張したが、西郷吉之助の助言により、庄内藩に対する処遇はきわめて寛大だった。
翌年、酒井忠篤の弟・酒井忠宝に、5万石減の12万石での酒井家存続が許された。明治2年（1869年）に磐城平藩へ国替えを命じられたが、藩主と領民が嘆願して、酒井忠宝は庄内にとどまることを許された。